# John Francis Whelan
John Francis Whelan OCD (* 12. Juli 1798 in Dublin, Irland; † 13. Dezember 1876) war ein irischer, römisch-katholischer Bischof.
Whelan legte am 4. Oktober 1817 die Profess bei den Unbeschuhten Karmelitern ab. Papst Gregor XVI. ernannte ihn am 7. Juni 1842 zum Koadjutor-Apostolischen Vikar von Bombay und Titularbischof von Aureliopolis in Lydia. Am 3. Juli 1842 spendete Daniel Murray, Erzbischof von Dublin, in St. Teresa in Dublin die Bischofsweihe. Mitkonsekratoren waren Francis Haly, Bischof von Kildare und Leighlin, und Cornelius Denvir, Bischof von Down und Connor. Als sein Vorgänger Luigi Maria Fortini am 5. Januar 1848 starb, folgte er diesem als Apostolischer Vikar von Bombay nach. Am 4. August 1850 nahm Papst Pius IX. seinen Rücktritt als Apostolischer Vikar an. Bereits am 4. Dezember 1849 wurde sein Nachfolger Anastasius Hartmann ernannt.